# Tarcisio Ariovaldo Amaral
Tarcisio Ariovaldo Amaral (ur. 23 grudnia 1919 w São Paulo, zm. 2 listopada 1994 w Aparecida de Goiânia) – ksiądz katolicki, zakonnik, Przełożony Generalny Zgromadzenia Redemptorystów (CSsR) od 1967 do 1973. W latach 1976–1994 biskup diecezji Limeira.
Pierwsze śluby zakonne złożył 2 lutego 1938. Był Sekretarzem Generalnym, Konsultorem i Prokuratorem Generalnym.
W 1967 został wybrany Przełożonym Generalnym Zgromadzenia Redemptorystów. W 1973 wrócił do swojego kraju i w 1976 został mianowany biskupem diecezji Limeira. Sakrę biskupią otrzymał 25 czerwca 1976 z rąk papieża Pawła VI.
Posiadał doktorat prawa kanonicznego i teologii moralnej.